# شهرستان داگلاس (ویسکانسین)
شهرستان داگلاس، ویسکانسین (به انگلیسی: Douglas County, Wisconsin) یک سکونتگاه مسکونی در ایالات متحده آمریکا است که در ویسکانسین واقع شده‌است.

## خصوصیات
شهرستان داگلاس ۳٬۸۳۳٫۲ کیلومترمربع مساحت دارد.